# Schwarzer Trommler
Der Schwarze Trommler oder Bart-Umber (Pogonias cromis) ist eine Fischart aus der (monotypischen) Gattung Pogonias in der Familie der Umberfische (Sciaenidae).

## Merkmale
Das Besondere seiner Art sind zahlreiche, recht starre Barteln an der Unterkante des Unterkiefers (pogonias, griech.: „der Bärtige“), Barteln sind bei Perciformes insgesamt selten. Der Artname cromis muss keine Falschschreibung von chromis (χρόμις) sein, womit in der Antike ein jetzt nicht mehr eindeutig erkennbarer (wahrscheinlich Umber-)Fisch zu verstehen ist, sondern kann auf einen Vernakularnamen basieren; er hatte und hat nichts mit χρῶμα (Farbe) zu tun (mit Chromis bezeichnet man im 19. Jh. sehr verschiedene Fische, z. B. Cichliden, jetzt aber eine Gattung der Pomacentridae).
Berühmt aber ist der Bart-Umber durch seine melodiösen Trommelchöre, die schon Alexander von Humboldt (zunächst ohne Ahnung, worum es sich handle) am 20. Februar 1803 in der Mündung des Magdalenenstromes erlebt und beschrieben hat (wobei freilich auch andere Arten beteiligt gewesen sein mögen). Die Töne dienen, erzeugt durch seine Schwimmblase mit sehr komplex strukturierten Anhängen und wahrgenommen durch große Otolithen als Hörsinn, dem Zusammenfinden der Geschlechter zur Laichzeit im Frühjahr. Eier und Larven entwickeln sich dann im freien Wasser.
Der Trommler kann 1,7 m lang, über 50 kg schwer und über 40 Jahre alt werden. Seine Färbung ist im Wesentlichen ein dunkles (Preußisch-)Blau oder Grau; Jungfische sind silbrig mit 6–8 dunklen Querbinden. Für einen Sciaeniden hat Pogonias große Schuppen, nämlich ca. 50 an der Seitenlinie.
Flossenstrahlformel: D1 XI, D2 I/19–22 oder D XII/19–22, A II/5–7.

## Vorkommen und Lebensweise
Der Schwarze Trommler bewohnt die westatlantischen Küsten von Nova Scotia über die Karibik bis Mittelargentinien. Im tropischen Gebiet ist er stellenweise seltener. Er bewohnt sandige Buchten, besonders gerne nahe Flussmündungen, in die er auch eindringt sowie Seegras Flächen. Meist lebt er gesellig, manchmal bildet er große Schwärme, die ins freie Wasser vorstoßen können.
Die Nahrung besteht aus Würmern und Mollusken (er hat ein pharyngeales Quetsch-Gebiss), später auch aus Algen, Garnelen und Krabben, und dazu kommen dann noch kleinere Fische. Er schwimmt langsam am Grunde hin und spürt (und „schmeckt“) mit seinem „Bart“ nach im Sande verborgenen Lebewesen. Wenn er welche merkt, stellt er sich steil auf (ähnlich einem Karpfen) und gräbt bzw. bläst das Tier frei, wobei ein kleiner Trichter entsteht, der Fischern auch seine Anwesenheit verrät.

## Nutzung und Gefährdung
Der Schwarze Trommler ist wirtschaftlich von Bedeutung, z. B. im Golf von Mexiko. Als „Sportfisch“ kommt er hingegen kaum in Frage. Auf Grund der Überfischung wegen seiner Größe und der Ansammlungen zum Laichen, durch Habitatverlust und Habitatdegradation sowie Umweltverschmutzung und dem Beifang von Jungfischen ist der Schwarze Trommler bedroht, die Bestände nehmen ab. In seinem südlichen Verbreitungsgebiet (Brasilien, Uruguay, Argentinien) wird er bereits als gefährdet oder stark gefährdet angesehen, auf Grund des großen Verbreitungsgebietes und der stellenweise großen Bestände wird er jedoch von der IUCN als nicht gefährdet (LC, Least Concern) eingestuft.